# Nitrate-réductase à NAD(P)H
La nitrate-réductase à NAD(P)H est une oxydoréductase qui catalyse les réactions :
NO2− + NAD+ + H2O  {\displaystyle \rightleftharpoons }  NO3− + NADH + H+,
NO2− + NADP+ + H2O  {\displaystyle \rightleftharpoons }  NO3− + NADPH + H+.
Cette enzyme est une flavoprotéine fer-soufre utilisant le molybdène comme cofacteur.